# Tenebroides rectus
Tenebroides rectus es una especie de coleóptero de la familia Trogossitidae.

## Distribución geográfica
Habita en Europa.